# Toxorhina (Toxorhina) tonkouiana
Toxorhina (Toxorhina) tonkouiana is een tweevleugelige uit de familie steltmuggen (Limoniidae). De soort komt voor in het Afrotropisch gebied.